# مارشال‌تاون (آیووا)
مارشال‌تاون (به انگلیسی: Marshalltown) شهری در ایالت آیووا کشور ایالات متحده آمریکا است که جمعیت آن در سرشماری سال ۲۰۱۰ میلادی، ۲۷٬۵۵۲ نفر بوده‌است.